# Koniec świata (film 2013)
Koniec świata lub Test na koniec świata (ang. End of the World) – amerykańsko-kanadyjski film science fiction z 2013 roku w reżyserii Stevena R. Monroego. Wyprodukowany przez Syfy.
Premiera filmu miała miejsce 23 lutego 2013 roku na amerykańskim kanale Syfy. Polska premiera filmu odbyła się na kanale Sci-Fi Channel w 2014 roku, TV Puls – 2014 oraz TV Puls 2 – 15 czerwca 2015r.

## Fabuła
Kiedy trzęsienia nawiedzają Ziemię, na jej powierzchnię zaczyna wydobywać się tajemnicza plazma. Fani filmów katastroficznych będący jednocześnie pracownikami wypożyczalni video chcą zapobiec końcu świata. Opracowują plan, który – według nich – ma im pomóc w zrealizowaniu tego zadania.

## Obsada
- Brad Dourif jako dr Walter Brown
- Greg Grunberg jako Owen Stokes
- Neil Grayston jako Steve Palmer
- Mark Hildreth jako Max
- Caroline Cave jako Selena
- Simon Chin jako dyżurny